# Жорстокість

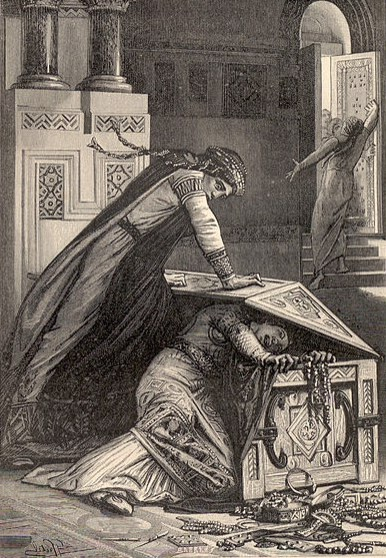
Фрідеґунд намагається вбити свою дочку Ріґунт. Ілюстрація з французької книги Стародавня історія Батьківщини.

Жорстокість — риса особистості, що визначається як байдужість до страждань людей або прагнення завдати страждань іншим. Також трактується як метод досягнення цілі (здебільшого задля користі).

## Трактування
Поняття жорстокості нероздільне від понять мораль та моральність, оскільки у світі тварин цілеспрямованої, усвідомленої жорстокості немає. Жорстокість, зазвичай, містить у собі поняття верховенства над покірливою чи слабшою силою.
Жорстокі способи завдавання страждання можуть включати насилля, але насилля не є обов'язковим, щоб учинок був жорстоким. Наприклад, якщо потопає інша особа, прохаючи про допомогу, а інша людина, бувши в стані допомогти, просто лежить і спостерігає з байдужістю або зі злобним задоволенням, така людина скоріш жорстока, аніж люта.
Крайній рівень жорстокості називають садизмом, найчастіше під цим розуміється жорстокість сама по собі, безвідносно до наявності елементів статевого збочення.